# Río Piedra (ort)
Río Piedra är en ort i Mexiko.   Den ligger i kommunen San Jerónimo Coatlán och delstaten Oaxaca, i den sydöstra delen av landet, 400 km sydost om huvudstaden Mexico City. Río Piedra ligger 879 meter över havet och antalet invånare är 166.
Terrängen runt Río Piedra är kuperad åt sydväst, men åt nordost är den bergig. Runt Río Piedra är det ganska glesbefolkat, med 23 invånare per kvadratkilometer. Närmaste större samhälle är Santos Reyes Nopala, 16,9 km väster om Río Piedra. I omgivningarna runt Río Piedra växer i huvudsak städsegrön lövskog.